# L'ultima tempesta (film 2016)
L'ultima tempesta (The Finest Hours) è un film del 2016 diretto da Craig Gillespie.

## Trama
Nel febbraio del 1952 una violenta tempesta che si abbatte sulla costa orientale degli Stati Uniti colpisce due petroliere, la SS Fort Mercer e la SS Pendleton, che vengono letteralmente spezzate a metà; più di 30 marinai rimangono intrappolati all'interno della seconda nave. Spetta a Ray Sybert, l'ufficiale più anziano a bordo, prendere in pugno la situazione cercando di salvare il suo equipaggio. Nel frattempo la notizia giunge alla guardia costiera di Chatham, dove, con tutti i soccorsi già impegnati nel recupero della SS Fort Mercer, viene immediatamente organizzata una missione con i pochi uomini a disposizione, guidati dal nostromo ventitreenne Bernard "Bernie" Webber, per recuperare i sopravvissuti della SS Pendleton, a bordo di una motovedetta CG 36500. Il salvataggio riesce in condizioni meteorologiche e marittime pessime, con enormi onde che si abbattono sulla secca del porto, con la bussola in avaria e con il fanale della motovedetta come unica illuminazione.

## Produzione

### Sceneggiatura
La sceneggiatura è basata sul libro The Finest Hours: The True Story of the U.S. Coast Guard's Most Daring Sea Rescue di Michael J. Tougias e Casey Sherman, che racconta la storia vera del salvataggio avvenuto nel febbraio 1952 per recuperare l'equipaggio della petroliera SS Pendleton spezzatosi in due durante una violenta tempesta in mare aperto.

### Cast
Tra gli interpreti principali figurano Chris Pine, Casey Affleck, Ben Foster, Holliday Grainger, John Ortiz ed Eric Bana.

## Distribuzione
Il primo trailer è stato diffuso negli Stati Uniti l'8 luglio 2015 e in Italia il 20 gennaio 2016. Nello stesso giorno della diffusione del trailer italiano, il film prende il titolo L'ultima tempesta. Il film è stato distribuito nelle sale cinematografiche statunitensi il 29 gennaio 2016 e in quelle italiane dal 31 marzo.